# Roger Rouquette
Roger Rouquette, né le 15 janvier 1933 à Marseille (Bouches-du-Rhône) et mort le 25 avril 1995 à Paris, est un homme politique français.

## Biographie
Proche du CERES de Jean-Pierre Chevènement, licencié en droit et ancien d'HEC, Roger Rouquette entre au Parti socialiste en 1973, après avoir été trésorier national de la CFDT. Secrétaire de la section de Plaisance, conseiller d'arrondissement, il est suppléant d'Edwige Avice durant la VIe législature. Celle-ci étant réélue en 1981, elle ne peut siéger en raison de sa nomination au gouvernement de Pierre Mauroy, puis des gouvernements socialistes suivants et est suppléée par Roger Rouquette. Il s'engage dans une intense activité parlementaire en participant à de nombreuses commissions.
Lors de l'élection de 1986, Edwige Avice retrouve son siège qu'elle conserve toute la législature sous le gouvernement de cohabitation de Jacques Chirac, Rouquette étant élu au Conseil régional d'Ile-de-France.